# Mont, Hautes-Pyrénées
Mont là một xã thuộc tỉnh Hautes-Pyrénées trong vùng Occitanie tây nam nước Pháp. Xã này nằm ở khu vực có độ cao từ 1157-2064 mét trên mực nước biển.